# Hythe (Hampshire)
Pour les articles homonymes, voir Hythe.
Hythe est une ville située dans le district de New Forest et le comté du Hampshire, en Angleterre.

## Vue d'ensemble

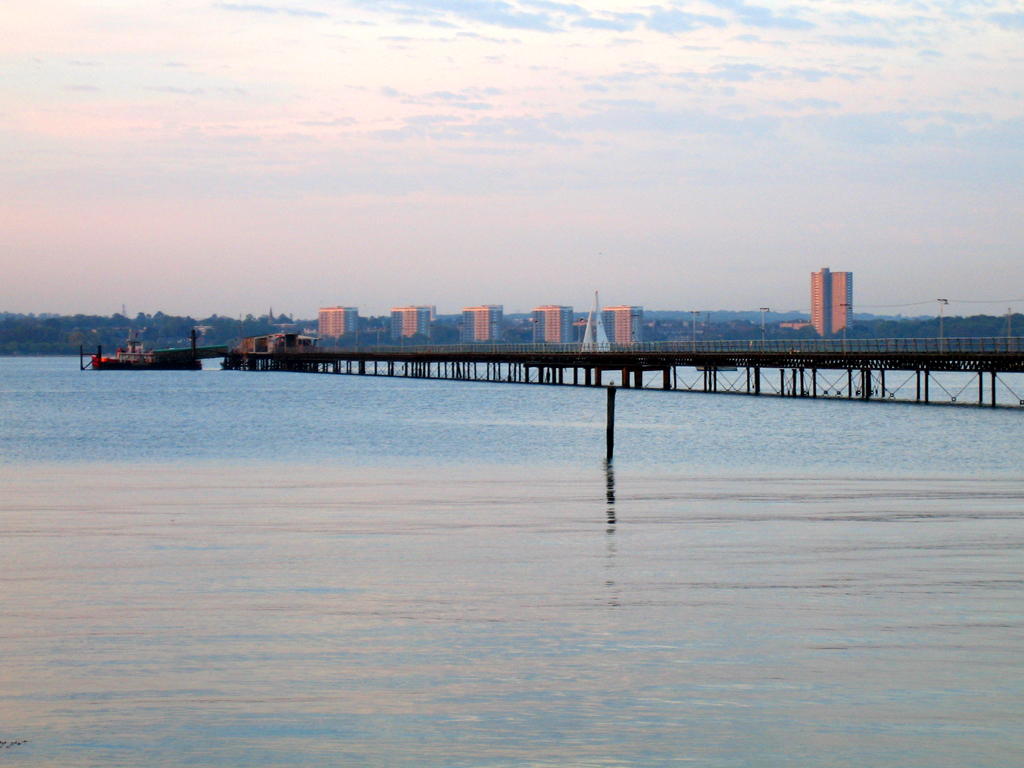
La jetée.

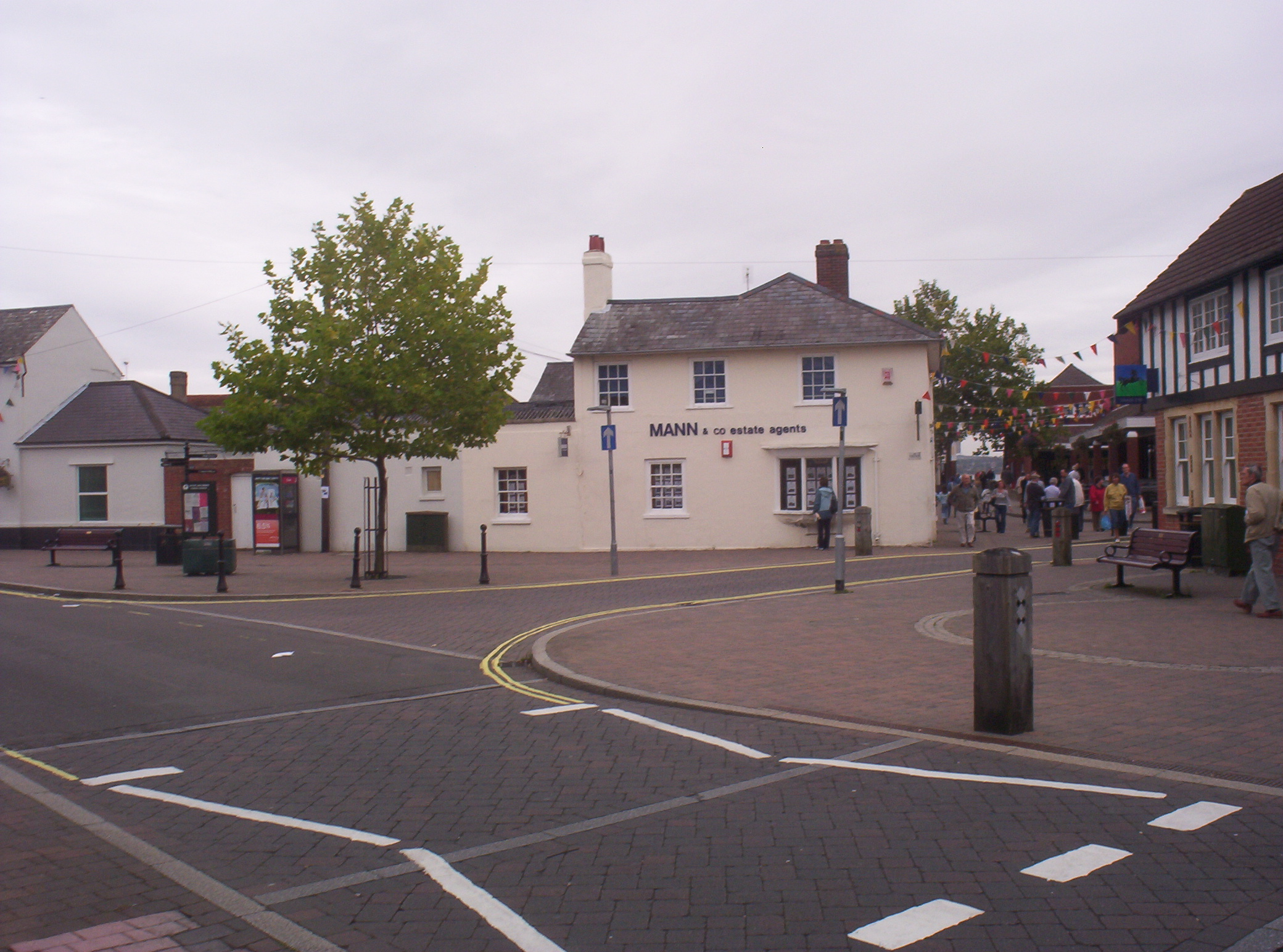
The Marsh, zone commerciale centrale.

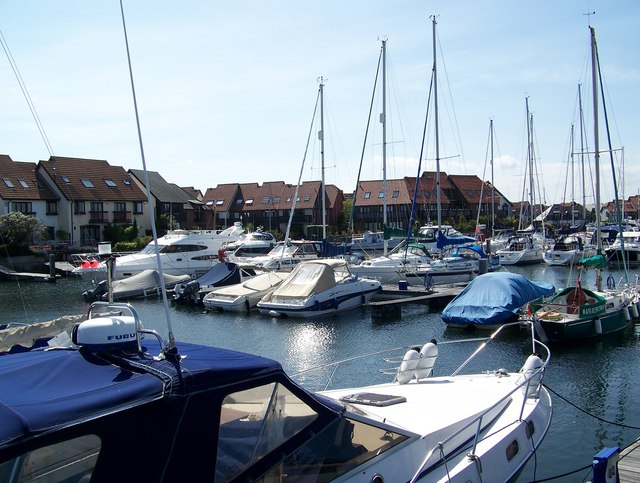
Voiliers dans la marina.

La ville, de 20 526 habitants au recensement de 2011, se trouve au sud de Southampton, sur la rive ouest de la Southampton Water. Elle est reliée à Southampton par un service de ferry.
La localité a sa petite zone commerciale, une marina pour les voiliers et une jetée en bois.
De 2011 à 2017, la ville a abrité le chantier de construction navale Green Marine.

## Histoire
Le nom Hythe signifie lieu d'accostage ou port.
Hythe est citée dans une liste du parlement de 1293.
Le Hythe ferry ("Hitheferye") de Southampton est noté sur une carte de Christopher Saxton en 1575 et sur une autre carte de John Harrison en 1788.
Hythe faisait partie de la paroisse civile de Fawley, bien qu'elle soit devenue une paroisse ecclésiastique en 1841.
L'église actuelle Saint-Jean-Baptiste a été édifiée en 1874. Elle est en brique rouge avec des parements en pierre de Bath. Un stock de pierre a longtemps été disponible dans la localité.
Le Hampshire Advertiser du 23 décembre 1837 rapporte le décès de John Richards de Hythe (1764-1837) et note que « le père du défunt a fondé le joli petit village de Hythe : avant lui, il n'y avait pas de bâtiment plus prétentieux que les cabanes de quelques pêcheurs. L'ancien M. Richards, lorsqu'il établit un chantier de construction navale à Heath (comme on l'appelait alors), construisit des maisons pour ses ouvriers et le village se développa rapidement
Au début du XXe siècle, Hythe n'était qu'un "petit village de pêcheurs", avec un service horaire de bateau à vapeur pour Southampton et le clubhouse du Hythe Yacht Club à l'extrémité de la jetée.
Hythe a fait partie de la paroisse civile de Fawley jusqu'en 1913, date à laquelle elle est devenue partie intégrante de la paroisse de Dibden.
Grâce en partie à la British Power Boat Company et à son accès facile à la Manche, pendant la Seconde Guerre mondiale, Hythe a été utilisé comme port pour les "petits navires" de la Royal Navy, la torpille à moteur, les vedettes rapides et les bateaux de sauvetage de la RAF.
En 1960, The Hovercraft Development Company et son fondateur, Christopher Cockerell, s’installent à Hythe.
Une petite base de la Royal Air Force y était située sous le nom de RAF Hythe. Jusqu'à sa fermeture en septembre 2006, elle était utilisée par l'armée américaine pour la maintenance et l'entretien de son matériel. Une partie du site est maintenant utilisée par l'escadron Air Training Corps.
Hythe était un village jusque dans les années 1950, mais l'expansion de la raffinerie de Fawley a entraîné une demande accrue de logements pour les travailleurs. Hythe et Dibden Purlieu ont continué à s'étendre jusqu'à devenir une petite ville.
En 1983, à la suite du développement de Hythe, la paroisse de Dibden est rebaptisée « Hythe et Dibden », afin de refléter l'importance de Hythe comme nouveau point central.

## La British Power Boat Company
La British Power Boat Company a fabriqué des bateaux de course et ensuite des vedettes rapides militaires. Elle a été créée le 30 septembre 1927 lorsque Hubert Scott-Paine a acheté et rebaptisé le chantier naval de Hythe, dans le but de le transformer en un lieu de production de masse des plus modernes du pays. Avec son concepteur principal, Fred Cooper, la société a produit des bateaux de course qui ont remporté de nombreux prix à travers l’Europe, notamment Miss England II et Miss Britain III.
À partir de 1930, la British Power Boat Company a fourni des bateaux à moteur au ministère de l'Air, en particulier RAF200, une vedette rapide de 37 pieds (11,2776 m). En 1931, la Royal Air Force a détaché T. E. Lawrence - plus tard connu sous le nom de « Lawrence d'Arabie » - son nom de service était T.E. Shaw, pour contribuer avec Scott-Paine à la conception et les essais des bateaux. Lawrence a logé dans le village de 1931 à 1923, à Myrtle Cottage, à la jonction de St John Street et de Shore Road. Les vedettes étaient initialement alimentées par des moteurs à essence jumelés de 100 chevaux  Meadows donnant une vitesse maximale de 29 nœuds, certaines versions ultérieures étant équipées de moteurs diesel Perkins S6M.

## Résidents notables
- Christopher Cockerell, l'inventeur de l'aéroglisseur, a vécu à Hythe où il est décédé.
- William Scammell, poète, critique et biographe anglais de Keith Douglas, est né à Hythe en 1939. Une plaque commémorative, fournie par le conseil de la paroisse, est visible à la maison d’Alexandra Road, où il est né et a vécu jusqu'en 1953. Il est décédé en 2000, à l'âge de 60 ans.
- David Ellery, producteur, présentateur et auteur de télévision (des programmes tels que Home Movie Roadshow et des livres tels que RMS Queen Mary - 101 Q & As) est domicilié à Hythe[12]
- Bruce Parry, aventurier et présentateur d'émissions télévisées telles qu'Amazon with Bruce Parry, est né le 17 mars 1969 à Hythe.
- Danny Ings, footballeur, attaquant des équipes d'Angleterre et de Liverpool né à Hythe en 1992.